# Komedia ludzka

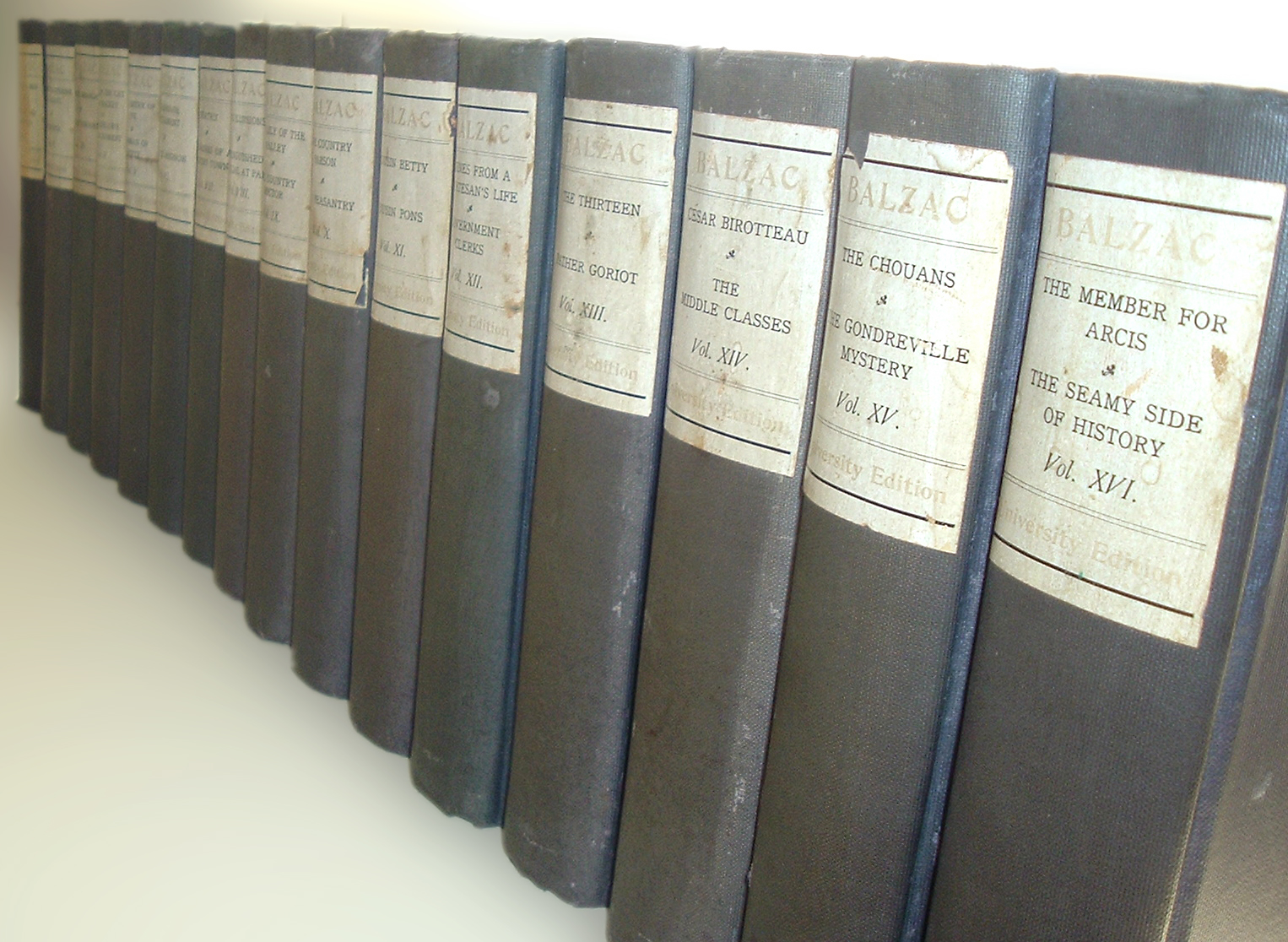
16-tomowa angielska edycja Komedii ludzkiej

Komedia ludzka (oryg. fr. La Comédie Humaine) – cykl powieści i opowiadań francuskiego pisarza Honoriusza Balzaka składający się z ponad 130 utworów, w których wielokrotnie pojawiają się te same postacie, a jest ich ponad 2000.

## Treść i problematyka

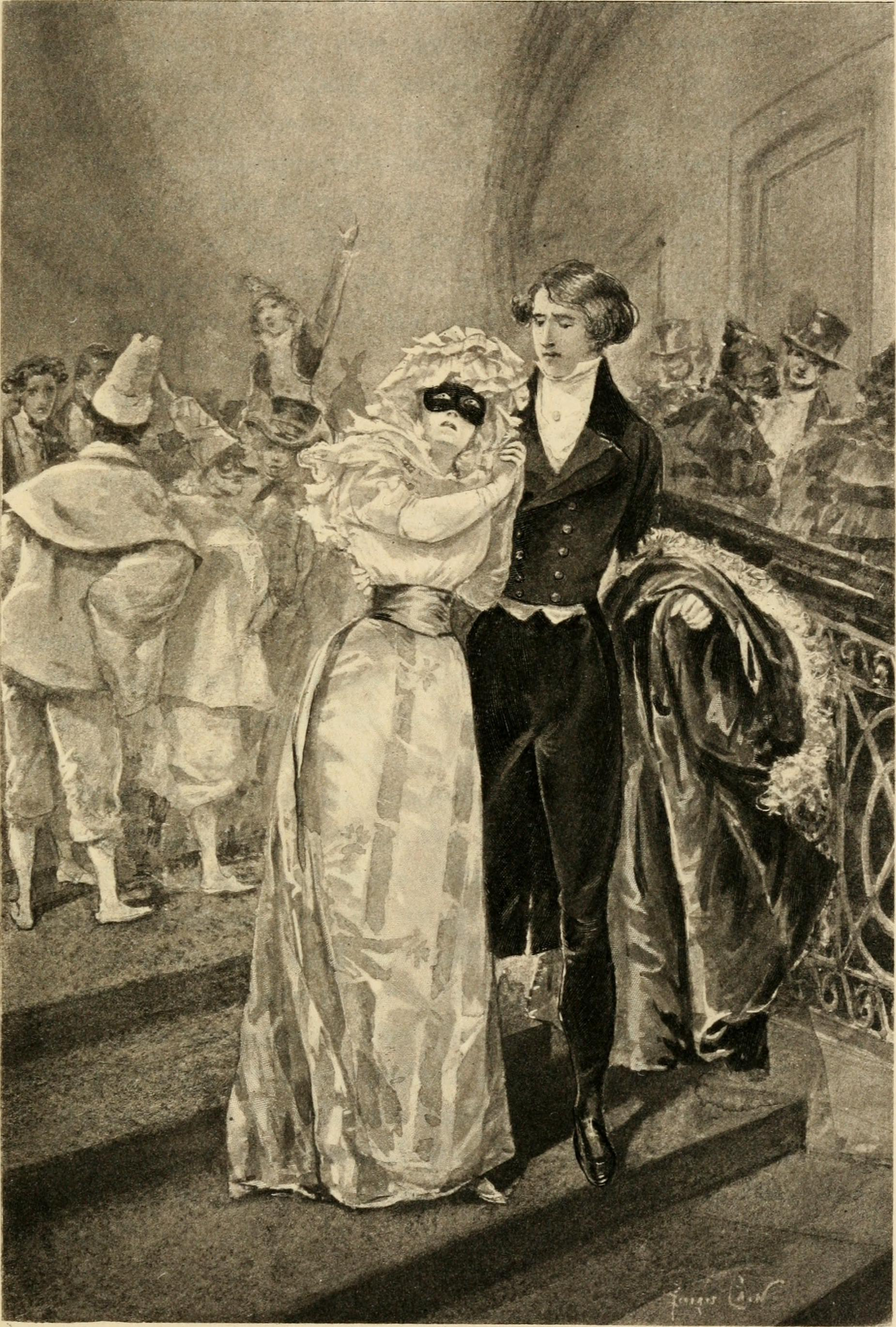
XIX-wieczna ilustracja do jednej z powieści z cyklu

Balzak potraktował człowieka jako gatunek przyrodniczy i rozpatruje jego odmiany występujące w różnych środowiskach. Bazą danych Balzaka były luźne, odręczne notatki, ustawicznie przenoszone z jednego miejsca pobytu do innego.
Jądrem cyklu jest powieść Ojciec Goriot, od której zaczęła się koncepcja Komedii ludzkiej. Pomysł polegał na zaludnieniu tymi samymi postaciami cyklu utworów.
Styl utworów Balzaka odznacza się licznymi obszernymi opisami tła historycznego oraz środowiska, co odzwierciedla zasadnicze założenie autora, że istnieje wzajemna zależność między charakterem jednostki a otoczeniem.
Siłą napędową jego postaci jest dążenie do kariery i zdobycie pieniędzy. Sprawy finansowe Balzak znał z własnego doświadczenia. Opisy operacji kredytowych (weksle, długi, wierzyciele, egzekucje) mogą służyć jako przykłady podręcznikowe z ekonomii.
Mało który pisarz poświęcił tyle miejsca w swych dziełach pieniądzowi, ponieważ to pieniędzmi jest wyłożona droga do sukcesu, władzy i luksusu.
Obok pieniądza ważnym tematem jest miłość. Balzak zgłębił duszę (psychikę) kobiety, jak mało który pisarz. Po pierwszych sukcesach literackich Balzak prowadził bujne życie towarzyskie, był ulubieńcem pań z towarzystwa, które nie szczędziły mu swych wdzięków. On za to, chcąc zaimponować kochankom, wydawał więcej, niż zarabiał. Tonął więc w długach i ratował się, biorąc zaliczki na powieści, których jeszcze nie napisał.
Struktura Komedii ludzkiej – Balzak przedstawił założenia do cyklu w obszernej przedmowie do tomu I Komedii ludzkiej, podpisanej przez niego w lipcu 1842, gdzie napisał między innymi: Jeżeli Georges Leclerc de Buffon stworzył wspaniałe dzieło, próbując dać w jednej książce całokształt zoologii, czyż nie można by podobnego dzieła dokonać dla społeczeństwa?
Tam również znajdujemy przewidziany przez niego podział, w którym wykazano również utwory wydane później:
- Część I – Studia obyczajowe, które tworzą historię powszechną społeczeństwa, zbiór wszystkich jego dzieł i spraw..., składające się z sześciu (jak to ujął Balzak) ksiąg:
  - sceny z życia prywatnego
  - sceny z życia prowincji
  - sceny z życia paryskiego
  - sceny z życia politycznego
  - sceny z życia wojskowego
  - sceny z życia wiejskiego
- Studia filozoficzne, druga część cyklu, wspierająca się na części I W nich wykazuję przyczynę społeczną wszystkich zjawisk; odmalowuję kolejno spustoszenia myśli
- Studia analityczne

Utwory wydane w ramach Komedii ludzkiej:

## Studia obyczajowe (Études de moeurs)

### Księga pierwsza: Sceny z życia prywatnego (Scènes de la vie privée)
- Dom pod Kotem z Rakietką (La maison du chat-qui-pelote), 1830 (Mame-Delaunay), 1839 (Charpentier), 1842 (Furne)
- Bal w Sceaux (Le bal de Sceaux), 1830 (Mame et Delaunay-Vallée), 1842 (Furne)
- Listy dwóch młodych mężatek (Mémoires de deux jeunes mariées), 1842 (Furne)
- Sakiewka (La bourse), 1835 (Béchet), 1839 (Charpentier), 1842 (Furne)
- Modesta Mignon (Modeste Mignon), 1844
- Pierwsze kroki (Un début dans la vie)
- Albert Savarus (Albert Savarus)
- Wendeta (La vendetta)
- Podwójna rodzina (Une double famille)
- Zgoda w małżeństwie (La paix du ménage)
- Pani Firmiani (Madame Firmiani)
- Studium kobiety (Étude de femme)
- Fałszywa kochanka (La fausse maîtresse)
- Córka Ewy (Une fille d'Ève)
- Zlecenie (Le message)
- Granatka (La Grenadière)
- Kobieta porzucona (La femme abandonnée)
- Honoryna (Honorine)
- Beatrix (Béatrix)
- Gobseck (Gobseck)
- Kobieta trzydziestoletnia (La femme de trente ans)
- Ojciec Goriot (Le père Goriot)
- Pułkownik Chabert (Le Colonel Chabert)
- Msza ateusza (La messe de l’athée)
- Kuratela (L’interdiction)
- Kontrakt ślubny (Le contract de mariage)
- Drugie studium kobiety (Autre étude de femme)

### Księga druga: sceny z życia prowincji (Scènes de la vie de province)
- Urszula Mirouët (Ursule Mirouët)
- Eugenia Grandet (Eugénie Grandet)
- Piotrusia (Pierrette)
- Proboszcz z Tours (Le curé de Tours)
- Kawalerskie gospodarstwo (La rabouilleuse)
- Znakomity Gaudissart (L’illustre Gaudissart)
- Muza z zaścianka (La muse du département)
- Stara panna (La vieille fille)
- Gabinet starożytności (Le cabinet des antiques)
- Cykl Stracone złudzenia (Illusions perdues), który stanowią:
  - Dwaj poeci (Les deux poètes)
  - Wielki człowiek z prowincji w Paryżu (Un grand homme de province à Paris)
  - Cierpienia wynalazcy (Les Souffrances de l’inventeur)

### Księga trzecia: Sceny z życia paryskiego (Scènes de la vie parisienne)
- Cykl Historia trzynastu (Histoire des Treize), który stanowią:
  - 1) Ferragus (Ferragus)
  - 2) Księżna de Langeais (La Duchesse de Langeais)
  - 3) Dziewczyna o złotych oczach (La fille aux yeux d’or)
- Historia wielkości i upadku Cezara Birotteau (Histoire de la grandeur et de la décadence de César Birotteau, inne tytuły: César Birotteau, Grandeur et décadence de César Birotteau)
- Bank Nucingena (La Maison Nucingen)
- Cykl Blaski i nędze życia kurtyzany (Splendeurs et misères des courtisanes), który stanowią:
  - Jak kochają ladacznice (Comment aiment les filles)
  - Po czemu miłość wypada starcom (À combien l’amour revient aux vieillards)
  - Dokąd wiodą złe drogi (Où mènent les mauvais chemins)
  - Ostatnie wcielenie Vautrina (La Dernière Incarnation de Vautrin)
- Sekrety księżnej de Cadignan (Les secrets de la princesse de Cadignan)
- Facino Cane (Facino Cane)
- Sarrasine (Sarrasine)
- Piotr Grassou (Pierre Grassou)
- Cykl Ubodzy krewni (Les parents pauvres), który stanowią:
  - Kuzynka Bietka (La cousine Bette)
  - Kuzyn Pons (Le cousin Pons)
- Aferzysta (Un homme d’affaires, inny tytuł: Esquisse d’homme d’affaires d’après nature)
- Król cyganerii (Un prince de la bohème)
- Gaudissart II (Gaudissart II)
- Urzędnicy (Les Employés ou La Femme supérieure)
- Bezwiedni aktorzy (Les comédiens sans le savoir)
- Małomieszczanie (Les petits bourgeois)
- Krzywe zwierciadło historii współczesnej (L’envers de l’histoire contemporaine)

### Księga czwarta: sceny z życia politycznego (Scènes de la vie politique)
- Epizod z czasów terroru (Un épisode sous la terreur)
- Tajemnicza sprawa (Une ténébreuse affaire)
- Deputowany z Arcis (Le député d’Arcis)
- Z. Marcas (Z. Marcas)

### Księga piąta: Sceny z życia wojskowego (Scènes de la vie militaire)
- Szuanie (Les chouans)
- Namiętność na pustyni (Une passion dans le désert)

### Księga szósta: Sceny z życia wiejskiego (Scènes de la vie de campagne)
- Chłopi (Les paysans)
- Lekarz wiejski (Le médecin de campagne)
- Proboszcz wiejski (Le curé de village)
- Lilia w dolinie (Le Lys dans la vallée)

## Studia filozoficzne (Études philosophiques)
- Jaszczur (La peau de chagrin)
- Jezus Chrystus we Flandrii (Jésus-Christ en Flandre)
- Melmoth pojednany (Melmoth réconcilié)
- Nieznane arcydzieło (Le chef-d’oeuvre inconnu)
- Gambara (Gambara)
- Massimilla Doni (Massimilla Doni)
- Poszukiwanie absolutu (La recherche de l’absolu)
- Przeklęty syn (L’enfant maudit)
- Żegnaj (Adieu)
- Marany (Les Marana)
- Rekrut (Le Réquisitionnaire)
- El Verdugo (El Verdugo)
- Dramat nad morzem (Un drame au bord de la mer)
- Mistrz Korneliusz (Maître Cornélius)
- Czerwona oberża (L’auberge rouge)
- O Katarzynie Medycejskiej (Sur Catherine de Médicis)
- Eliksir życia (L’élixir de longue vie)
- Wygnańcy (Les proscrits)

## Studia analityczne (Études analytiques)
- Fizjologia małżeństwa (Physiologie du mariage)
- Małe niedole życia małżeńskiego (inny tytuł: Małe niedole pożycia małżeńskiego) (Petites misères de la vie conjugale)

## Inne, nie ujęte w podziale według przedmowy
- Ludwik Lambert (Louis Lambert)
- Serafita (Séraphîta)